# Marion Center (Pennsylvania)
Marion Center is een plaats (borough) in de Amerikaanse staat Pennsylvania, en valt bestuurlijk gezien onder Indiana County.

## Demografie
Bij de volkstelling in 2000 werd het aantal inwoners vastgesteld op 451. In 2006 is het aantal inwoners door het United States Census Bureau geschat op 425, een daling van 26 (-5,8%).

## Geografie
Volgens het United States Census Bureau beslaat de plaats een oppervlakte van 1,9 km², geheel bestaande uit land. Marion Center ligt op ongeveer 382 m boven zeeniveau.

## Plaatsen in de nabije omgeving
De onderstaande figuur toont nabijgelegen plaatsen in een straal van 16 km rond Marion Center.